# Синдром Туретта
Синдро́м Туре́тта (боле́знь Туре́тта, синдро́м Жи́ля де ла Туре́тта, в DSM-5 — расстро́йство Туре́тта, англ. Tourette’s disorder) — генетически обусловленное расстройство центральной нервной системы, которое проявляется в любом возрасте и характеризуется множественными двигательными («моторными») тиками и как минимум одним голосовым («вокальным», «звуковым»), появляющимися много раз в течение дня. В американском Диагностическом и статистическом руководстве по психическим расстройствам пятого издания (DSM-5), наряду с остальными тикозными расстройствами, относится к нейроонтогенетическим моторным расстройствам. Довольно часто встречается коморбидное состояние: синдром Туретта с синдромом дефицита внимания и гиперактивности.
Ранее синдром Туретта считался редким и странным синдромом, ассоциируемым с выкрикиванием нецензурных слов или социально неуместных и оскорбительных высказываний (копролалия). Однако этот симптом присутствует только у меньшего числа людей с синдромом Туретта. У людей с синдромом Туретта уровень интеллекта и продолжительность жизни в норме. Степень выраженности тиков уменьшается у большинства детей, когда у них завершается подростковый возраст, а тяжёлая степень синдрома Туретта в зрелом возрасте встречается редко. Известные люди с синдромом Туретта также встречаются во всех сферах жизни.
Генетические и экологические факторы играют определённую роль в этиологии синдрома Туретта, но точные причины заболевания неизвестны. В большинстве случаев лечение не требуется. Не существует эффективных лекарственных средств для каждого случая тиков, но использование лекарств и методов лечения, которые облегчают состояние больного, оправдано. Обучение, разъяснение этого заболевания и психологическая поддержка больных — важная часть плана лечения.
Название для данной болезни предложил Жан Мартен Шарко в честь своего ученика, Жиля де ла Туретта, французского врача и невролога, который опубликовал отчёт о 9 больных с этим синдромом в 1885 году.

## История

### Донаучный период (Средневековье)
Впервые состояние, похожее на синдром Туретта, было описано в 1486 году в «Молоте ведьм» (лат. «Malleus Maleficarum») Г. Инститорисом и Я. Шпренгером. В книге описан священник, имевший двигательные и голосовые тики и считавшийся «одержимым».

### XIX век

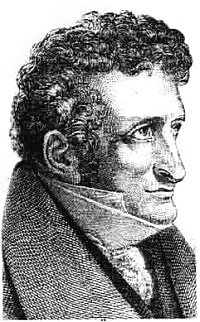
Ж. М. Г. Итар — французский медик, один из основателей детской психиатрии, впервые с научной точки зрения описавший синдром Туретта

В 1825 году Ж. М. Г. Итар, в то время — руководитель Королевского института глухонемоты (теперь — Парижский национальный институт молодых людей с глухотой) опубликовал статью «Научное исследование некоторых непроизвольных функций системы органов, связанной с движением, хватанием и голосом» (фр. «Mémoire sur quelques fonctions involontaires des appareils de la locomotion, de la préhension et de la voix»), в которой описал 10 случаев синдрома Туретта (7 из больных — мужчины). Среди больных он описывает некую маркизу Дампьер, парижскую аристократку и довольно влиятельную особу своего времени. Она страдала от малоописанного тогда состояния, идентифицированного современными учёными как копролалия. Дама совершала голосовые тики в виде непристойной брани, что вступало в резкий контраст с её происхождением, интеллектом и благородными манерами.
В 1861 году важный вклад в исследование синдрома Туретта сделал А. Труссо, описавший несколько случаев в своём учебнике по клинической медицине и терапии.

## Эпидемиология
Синдром Туретта в настоящее время не считается редкой болезнью, но он не всегда может быть диагностирован верно, потому что большинство случаев протекает в лёгкой форме. От 1 до 10 детей из 1000 имеют синдром Туретта; более чем 10 из 1000 человек имеют тиковые расстройства. По другим данным, распространённость синдрома Туретта среди населения в целом составляет 3—5 случая на 10 000 человек. Преобладают лица мужского пола (3:1).

## Этиология
Этиология и точная причина синдрома Туретта неизвестны, но установлена связь с генетическими и экологическими факторами. Генетические исследования показали, что подавляющее большинство случаев синдрома Туретта передаются по наследству, хотя точный механизм наследования пока не определён и специфический ген не выявлен. В некоторых случаях синдром Туретта спорадический, то есть не унаследован от родителей. Другие расстройства в виде тиков, не связанные с синдромом Туретта, называют туреттизмами.
Человек с синдромом Туретта имеет около 50 % вероятность передачи гена (генов) одному из своих детей, но синдром Туретта — состояние с вариабельной экспрессией генов и с неполной пенетрантностью. Таким образом, не у каждого, кто унаследовал данный генетический дефект, проявятся симптомы; даже у близких родственников могут проявляться симптомы различной степени тяжести или их вообще может не быть. Ген (гены) может экспрессироваться в синдром Туретта как тик лёгкой степени (преходящий или хронический тики) или как обсессивно-компульсивные симптомы без тиков. Лишь незначительная часть детей, которые унаследовали ген(ы), имеют симптомы, требующие медицинского внимания. Пол, судя по всему, влияет на экспрессию дефектного гена: у мужчин тики проявляются чаще, чем у женщин.
Инфекционные или психосоциальные факторы, не вызывающие синдром Туретта, способны влиять на его тяжесть. Аутоиммунные процессы могут провоцировать возникновение тиков и их обострение в некоторых случаях. В 1998 году группа американских учёных Национального института психического здоровья выдвинула гипотезу, что обсессивно-компульсивные расстройства и тики могут возникать у группы детей в результате постстрептококкового аутоиммунного процесса. Дети, у которых обнаруживают 5 диагностических критериев, классифицируются в соответствии с этой гипотезой как имеющие детские аутоиммунные нервно-психические расстройства, ассоциированные со стрептококковой инфекцией (англ. аббревиатура PANDAS). Эта спорная гипотеза находится в центре внимания клинических и лабораторных исследований, но остаётся недоказанной.
Тики, как полагают, — результат дисфункции таламуса, базальных ганглиев и лобных долей. Нейроанатомические модели объясняют причастность к данному синдрому сбоев в нейронных связях корковых и подкорковых структур головного мозга, а технологии нейровизуализации объясняют причастность базальных ганглиев и лобных извилин.
Некоторые формы обсессивно-компульсивных расстройств могут быть генетически связаны с синдромом Туретта.
Была также предложена теория, утверждающая, что недостаток магния в организме и вызванные этим метаболические нарушения могут быть одной из причин синдрома Туретта и некоторых связанных с ним коморбидных состояний, при этом прием соединений магния и витамина B6 может улучшать состояние многих больных.

## Диагностика
Тики возникают внезапно в виде повторяющихся, однообразных, неритмичных движений (двигательные тики) и высказываний (голосовые тики) с участием отдельных групп мышц.
Синдром Туретта — один из видов тиковых нарушений, которые классифицируются согласно «DSM-IV» в зависимости от типа (двигательные или голосовые тики) и продолжительности (преходящий или хронический). Преходящее тиковое расстройство состоит из множественных двигательных тиков, голосового тика или обоих видов тика с продолжительностью от 4 недель до 12 месяцев. Хронические тиковые расстройства могут быть одиночные или множественные, двигательные или голосовые тики (но не оба сразу), которые присутствуют более года. Синдром Туретта диагностируется, когда множественные двигательные тики и, по крайней мере, один голосовой тик присутствуют более года.
Тиковые расстройства определяются аналогично Всемирной организации здравоохранения (по МКБ-10). Синдром Туретта в Международной классификации болезней 10-го пересмотра носит код F95.2 и называется «комбинированные голосовые и множественные двигательные тики» (другие варианты перевода: «комбинирование вокализмов и множественных моторных тиков», «комбинированное голосовое и множественное двигательное тикозное расстройство» или «комбинированное вокальное и множественное моторное тикозное расстройство»; англ. combined vocal and multiple motor tic disorder). Для постановки диагноза синдрома Туретта по МКБ-10 состояние должно соответствовать следующим критериям:

- A) множественные двигательные тики и один и более голосовых, представленных некоторое время тому назад, не обязательно непрерывно;
- B) тики должны наблюдаться много раз в течение дня, почти каждый день, расстройство длится дольше 1 года, продолжительность ремиссий не достигает 2 месяцев;
- C) начало расстройства в возрасте до 18 лет.

В Международной классификации болезней одиннадцатого пересмотра (МКБ-11) диагноз стал именоваться как «синдром Туретта» (англ. Tourette syndrome) и носит код 8A05.00.

## Клиническая картина
Тики — движения и звуки, «которые возникают периодически и непредсказуемо на фоне нормальной двигательной активности», похожие на «отклонение нормального поведения». Тики, связанные с синдромом Туретта, различаются по количеству, частоте, тяжести и анатомической локализации. Эмоциональные переживания увеличивают или уменьшают выраженность и частоту тиков у каждого больного индивидуально. Также тики у некоторых больных протекают «приступ за приступом».
Копролалия (спонтанное высказывание социально нежелательных или запрещённых слов или фраз) — наиболее известный симптом болезни Туретта. По различным данным, она проявляется у 10 % больных, 4—60 % больных, от 30 до 50 % всех случаев. Копролалия обычно начинается в подростковом возрасте, затем заменяясь копропраксией (неприемлемой жестикуляцией). Эхолалия (повторение чужих слов) и палилалия (повторение одного собственного слова) возникают реже, а наиболее часто в начале возникают двигательные и голосовые тики, соответственно, в виде моргания глаз и кашля. Встречается также эхопраксия (имитация движений окружающих).
В отличие от патологических движений других двигательных расстройств (например, хорея, дистонии, миоклонус и дискинезии), тики при синдроме Туретта однообразные, временно подавляемые, неритмичные и часто им предшествует непреодолимое побуждение.
Непосредственно перед началом тика большинство людей с синдромом Туретта испытывают сильное побуждение, как при необходимости чихнуть или почесать зудящую кожу. Больные описывают позыв к тикам как нарастание напряжённости, давления или энергии, которую они сознательно освобождают, так как им «необходимо» облегчить ощущения или «вернуть себе хорошее самочувствие». Примеры такого состояния: ощущение инородного тела в горле или ограниченный дискомфорт в плечах, что приводит к необходимости откашливаться или пожать плечами. Фактически тик может ощущаться как освобождение этой напряжённости или ощущения, как и царапанье зудящей кожи. Другой пример — моргание для облегчения неприятного ощущения в глазах. Эти побуждения и ощущения, предшествующие появлению движений или вокализму как тикам, называются «продромальные сенсорные феномены» или продромальные позывы. Так как позывы предшествуют, тики характеризуются как полудобровольные; они могут восприниматься как «добровольный», подавляемый ответ на непреодолимый продромальный позыв. Опубликованы описания тиков при синдроме Туретта, определяющие сенсорные феномены как основной симптом заболевания, даже если они не включены в диагностические критерии.

## Лечение

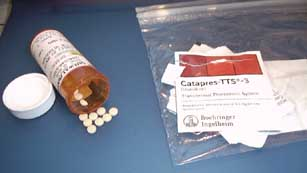
Клонидин, одно из лекарств, используемых при синдроме Туретта.

Лечение синдрома Туретта направлено на оказание помощи пациентам в управлении наиболее проблемными симптомами. В большинстве случаев синдром Туретта протекает в лёгкой форме и не требует фармакологического лечения. Лечение (если оно требуется) направлено на устранение тиков и сопутствующих состояний; последние при возникновении часто становятся более проблемными, чем тики. Не все люди с тиками имеют сопутствующие состояния, но если они возникают, то лечение фокусируется на них.
Не существует никакого лечения синдрома Туретта и нет лекарств, которые действовали бы универсально для всех людей без значительных побочных эффектов. Понимание больными своего заболевания позволяет эффективнее управлять тиковыми расстройствами. Управление симптомами синдрома Туретта включает как фармакологическую терапию, так и психотерапию, правильное поведение. Фармакологическое лечение предназначено для тяжёлых симптомов, другие методы лечения (например, поддерживающая психотерапия и когнитивно-поведенческая терапия), могут помочь избежать или смягчить депрессию и социальную изоляцию. Обучение пациента, семьи и окружающих людей (например, друзей, школы) — одна из ключевых стратегий лечения и, может быть, это всё, что требуется в лёгких случаях.

Строение галоперидола. Галоперидол — антипсихотическое средство, используемое иногда при лечении тяжёлых случаев синдрома Туретта.

Лекарства применяют, когда симптомы мешают нормальной жизнедеятельности больного. Классы лекарств с наиболее доказанной эффективностью в лечении тиков — типичные и атипичные антипсихотические препараты, включая рисперидон, зипрасидон, галоперидол, пимозид и флуфеназин — могут вызывать долгие и кратковременные побочные эффекты. Кроме того, они и сами порой могут приводить к возникновению тиков. Антигипертензивные средства клонидин и гуанфацин также используются для лечения тиков; исследования показали переменную эффективность, но эффект ниже, чем у антипсихотических средств.
Исследования по применении метоклопрамида (церукала) при синдроме Туретта (генерализованные тики и вокализация у детей) показали положительные результаты, однако медики отмечают, что для применения в педиатрической практике необходимы более масштабные испытания.
При навязчивостях, проблемах с концентрацией и депрессии, сопутствующей синдром Туретта, применяются трициклические антидепрессанты, СИОЗС (например, флуоксетин), а также препараты лития.

## В культуре
Синдрому Туретта посвящён американский фильм «Перед классом», основанный на реальных событиях. Известным носителем этого заболевания является американский учитель и писатель Брэд Коэн, по книге которого был снят оный фильм, и которого в нём сыграл американский актёр Джеймс Уок.